# Улюн
Улюн (рос. Улюн) — улус Баргузинського району, Бурятії Росії. Входить до складу Сільського поселення Улюнське.
Населення — 1061 особа (2015 рік).